# Ampelion rubrocristatus
El cotiga crestirrojo o crestirroja (en Colombia) (Ampelion rubrocristatus), también denominado cotinga crestada (en Colombia), cotinga penachirroja (en Ecuador) o cotinga de cresta roja (en Perú y Venezuela), es una especie de ave paseriforme de la familia Cotingidae, una de las dos pertenecientes al género Ampelion. Es nativo de regiones andinas del noroeste y oeste de América del Sur.

## Distribución y hábitat
Se distribuye en el norte de Colombia (Sierra Nevada de Santa Marta), también en la Serranía del Perijá (frontera entre Colombia y oeste de Venezuela); y en los Andes desde el oeste de Venezuela (hacia el sur desde el noreste de Trujillo) y Colombia hacia el sur por Ecuador y  Perú hasta Bolivia (al sur hasta Santa Cruz).
Esta especie es considerada bastante común y ampliamente diseminada en sus hábitats naturales; los bordes del bosque de montaña, páramos, bosques de Polylepis  y bosques secundarios, pero se adapta a los setos y terrenos agrícolas con árboles dispersos, entre los 2200 y 4050 m de altitud.

## Descripción
Mide entre 20,5 y 23 cm de longitud. Su plumaje es gris, plomizo en el dorso, negruzco sobre la cabeza, las alas y la cola y blancuzco en la parte baja del vientre, la grupa, la región infracaudal y unas franjas en la cola que se dejan ver en vuelo. Presenta una cresta nucal con plumas largas de color granate. El pico es blanco, con la punta negra. El iris es rojo.

## Comportamiento
Usualmente es visto solitario o en pareja, casi siempre encaramado inmóbil y derecho en lo alto de un arbusto o árbol bajo. Parece perezoso, bastante manso. No acompaña bandadas mixtas. Se exhiben levantando la cresta e inclinándose con la cola desplegada.

### Alimentación
Se alimenta principalmente de frutos, especialmente muérdago, y además captura insectos al vuelo.

### Reproducción
Se reproduce entre febrero y agosto en Colombia y en octubre en Ecuador. Construye el nido con ramitas y líquenes a baja altura; la hembra pone un huevo.

### Vocalización
Generalmente permanece callado, pero sabe dar un llamado bajo y gutural «rrreh», o extendido en un canto como rana «k-k-k-k-k-rrrréh».

## Sistemática

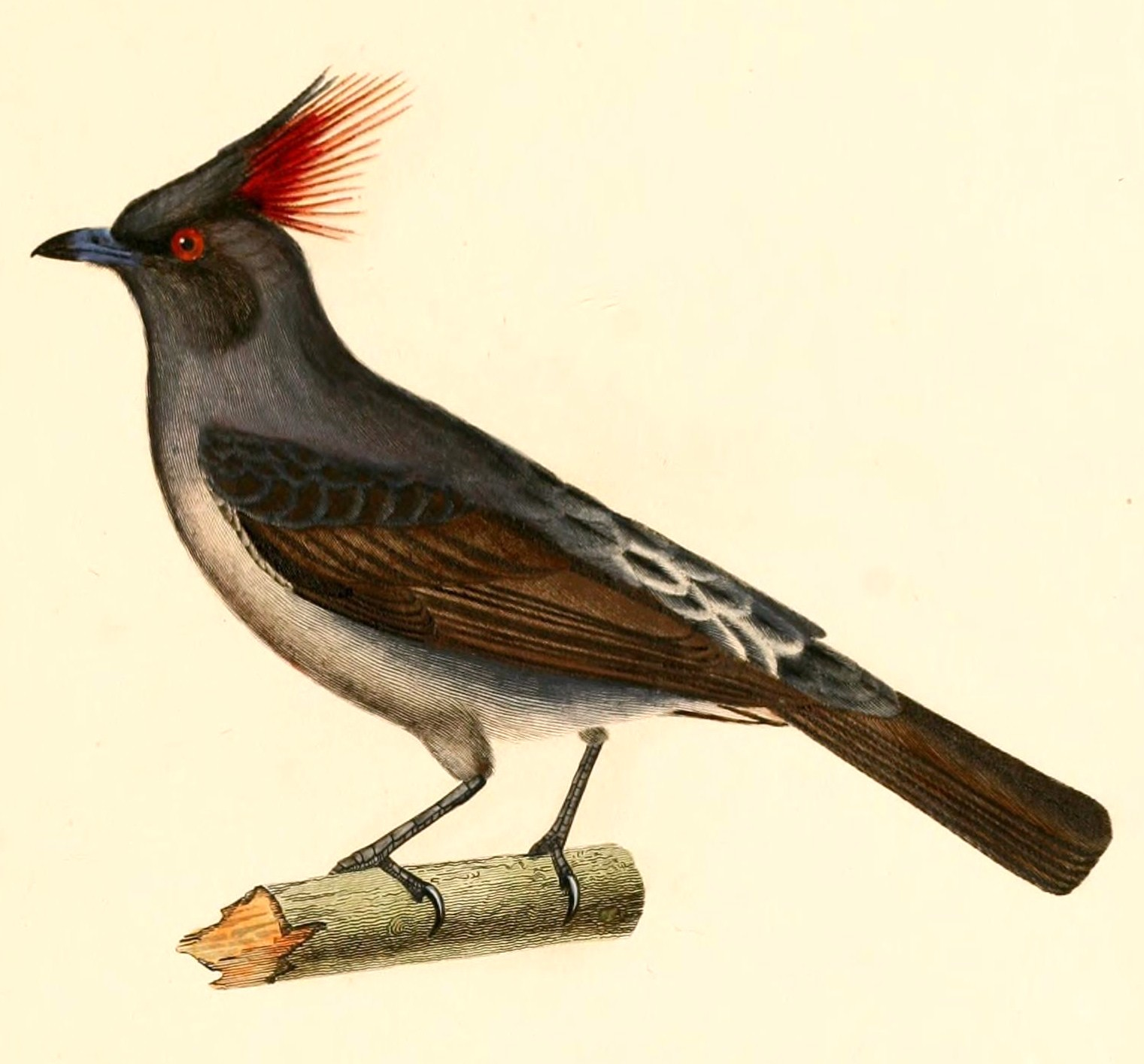
Ampelion rubrocristatus, ilustración en d'Orbigny Voyage dans l'Amérique Méridionale, 1847.

### Descripción original
La especie A. rubrocristatus fue descrita por primera vez por los naturalistas franceses Alcide d'Orbigny y Frédéric de Lafresnaye en 1837 bajo el nombre científico Ampelis rubro-cristata; la localidad tipo es «Ayopayo, Cochabamba, Bolivia».

### Etimología
El nombre genérico masculino «Ampelion» deriva del griego «ampeliōn, ampeliōnos», un pequeño pájaro desconocido mencionado por Dionisio, o del latín «ampelion, ampelionis», un pájaro desconocido, identificado de forma variada; y el nombre de la especie «rubrocristatus», se compone de las palabras del latín «rubro» que significa ‘rojo’, y «cristatus» que significa ‘crestada’.

### Taxonomía
Es monotípica.